# Péniche

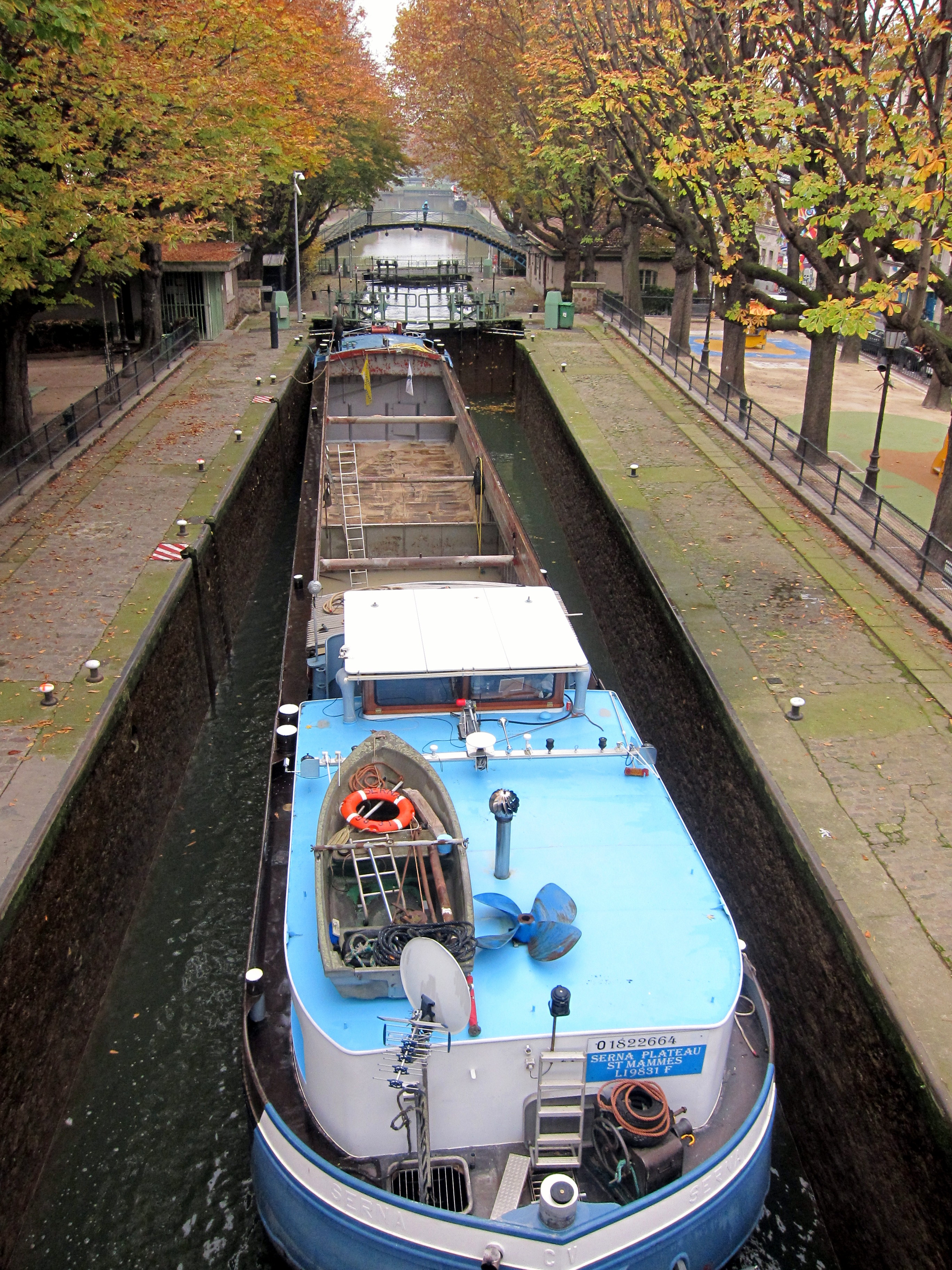
Péniche da carico sul Canal Saint-Martin

La péniche è una chiatta da trasporto fluviale dimensionata sulla sagoma Freycinet, destinata al trasporto di merci sia secche che umide, stoccate in una stiva non specializzata, accessibile e i cui boccaporti sono costituiti da pannelli scorrevoli o rimovibili. Lo scafo, in origine costruito in legno e trainato da riva, è evoluto verso la costruzione in metallo, i cui fogli erano inizialmente rivettati, e ormai sono saldati, mentre la trazione viene fornita da un motore a bordo.
Il termine péniche nacque nel 1804 per designare una piccola chiatta o il rimorchio di una nave militare e si diffuse nel mondo del trasporto fluviale all'epoca delle chiatte rimorchiate. Il nome deriverebbe da "pinasse" (pinaccia, imbarcazione costruita con legno di pino).

## Storia
Dalla fine del medioevo si costruirono battelli antenati delle péniches, diversi a seconda dei tipi di fiume, per sfruttare le vie d'acqua rappresentate, oltre che dai fiumi, dai canali artificiali realizzati per bonificare le paludi e/o per collegare dei fiumi tra di loro, come il Canale di Briare, prototipo di tutti i canali moderni, costruito nel 1642. Semplici nella forma, capaci di trasportare un tonnellaggio che a fronte del trasporto via terra era interessante, queste imbarcazioni consentirono l'espansione economica di alcune zone grazie alla possibilità di far viaggiare senza scosse e a basso costo varie derrate il cui commercio per l'assenza di strade carrozzabili era limitato al mercato locale.
Potevano essere mezzi piuttosto rozzi, utilizzati per un solo viaggio e destinati all'arrivo ad essere distrutti e rivenduti come legna da ardere o legname da costruzione, ed avevano, a seconda della forma e della regione di provenienza, nomi diversi.
Fino alla fine del XIX secolo - cioè alla riforma Freycinet del 1879 - le péniches ebbero sagome e dimensioni diverse in funzione delle chiuse dei canali che dovevano percorrere. Oggi la péniche tradizionale classica, detta appunto "chiatta Freycinet", misura 38,50 metri di lunghezza per 5,05 di larghezza; continua comunque ad avere nomi diversi a seconda dell'origine e dell'aspetto ("bélandre", "alsacien", "spits" (olandese) », "flamande" ecc.). È questo l'unico tipo di battello a cui si applica correttamente il nome di péniche, ed è improprio usarlo per designare un qualsiasi altro mezzo di trasporto fluviale.

## Modi di traino

### Alaggio
Prima di essere motorizzate, le péniches furono inizialmente trainate lungo sentieri detti di alaggio da uomini che tiravano in due o tre con l'aiuto di una specie di pettorale, sul tipo di quelli utilizzati per le bestie da tiro, detto "bricole". In seguito, aumentando la stazza dell'imbarcazione, si passò all'uso di animali da tiro (cavalli, asini, muli) e in alcune zone del midi anche di buoi. Sui piccoli canali come il canale di Berry nell'Allier, non era raro che il marinaio tirasse il battello da 60 tonnellate di carico insieme col suo animale, asino o mulo, mentre la moglie stava al timone.

### Motorizzazione

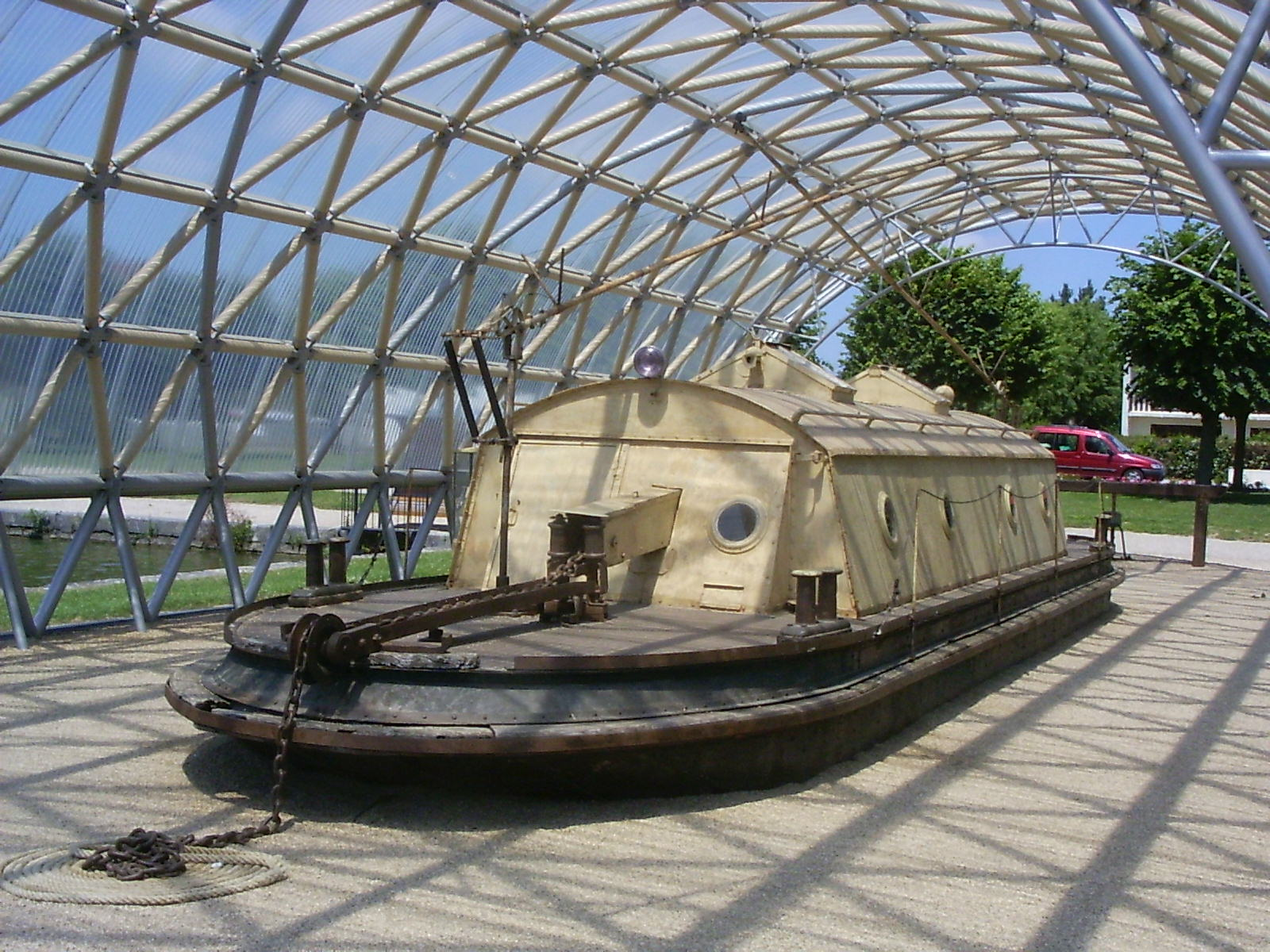
Esempio di toueur dotato di trolley utilizzato nel tunnel del canale di Borgogna

Nelle zone a forte traffico fluviale nel nord della Francia furono realizzati, all'inizio del XX secolo, degli alaggi gestiti con motrici elettriche che si muovevano su gomme e poi su rotaie, allo scopo di aumentare il rendimento delle vie d'acqua. Nella Francia centrale trattori su gomma Latil esercitarono il servizio d'alaggio fino alla fine degli anni 1960.
Nei tunnel o nella navigazione sulla Senna e sul Rodano le péniches riunite in convoglio erano rimorchiate da battelli a motore - prima a vapore poi elettrici - di un tipo speciale, detti "toueurs": queste macchine, anfidrome (cioè capaci di muoversi sia da testa che da coda), erano autotraenti, grazie a due cabestani orizzontali, che arrotolavano a bordo la catena le cui estremità erano fissate a terra.
L'ultimo toueur in attività si trova a Riqueval a un'estremità del tunnel sul canale di Saint-Quentin (l'altra uscita è a Vendhuile).
Dalla fine del XX secolo i convogli di barche che viaggiano sui fiumi maggiori - Senna, Rodano e Oise - sono mossi da potenti spintori, tecnologia importata dagli Stati Uniti che ha sostituito i rimorchiatori.

## Tipologie

### Pénichesdi legno o di ferro
A seconda del pescaggio possibile nel corso d'acqua che percorre, una péniche "Freycinet" può portare da 250 a 350 tonnellate, pesando essa stessa circa 50 tonnellate. Tenuto conto della lunghezza dei viaggi e dell'abitabilità del battello, l'equipaggio vive generalmente a bordo, spesso in famiglia nell'alloggio del battelliere.

### Chalandsa motore in ferro
Le ultime péniches in legno scomparvero dopo la Seconda guerra mondiale, sostituite da battelli (Chalands) in ferro delle stesse dimensioni. Queste imbarcazioni sono a volte chiamate anch'esse péniches, ma del tutto impropriamente.
Inizialmente la motorizzazione era poco potente: i primi motori, monocilindrici, sviluppavano una potenza  non superiore a 70 / 90 cavalli. I battelli più recenti sono equipaggiati con motori che sviluppano da 250 a 450 CV, che permettono loro di spingere una chiatta: alla massima dimensione della chiusa attualmente prevista, l'insieme dei due natanti può trasportare circa 700 tonnellate.

### Pénichesa grande profilo
I grandi battelli che navigano sul Reno e sui canali a grande profilo misurano attualmente tra i 60 e i 135 metri di lunghezza per una larghezza da 8 a 15 metri, ed hanno un pescaggio di 3,50 metri. Non possono più essere definiti péniches, in realtà, ma è più corretto indicarli come "automotrici fluviali".
Sono provvisti di un motore da 1000 a 2000 CV, e possono trasportare da 2500 a 4000 tonnellate di merce. Equipaggiati con radar e strumenti di navigazione notturna, possono procedere senza fermarsi, a seconda dell'equipaggio, e coprire così distanze rilevanti in tempi relativamente brevi. L'economicità del loro costo di gestione (inteso come rapporto carburante / merce / distanza coperta) diventa allora praticamente imbattibile.

## Usi particolari

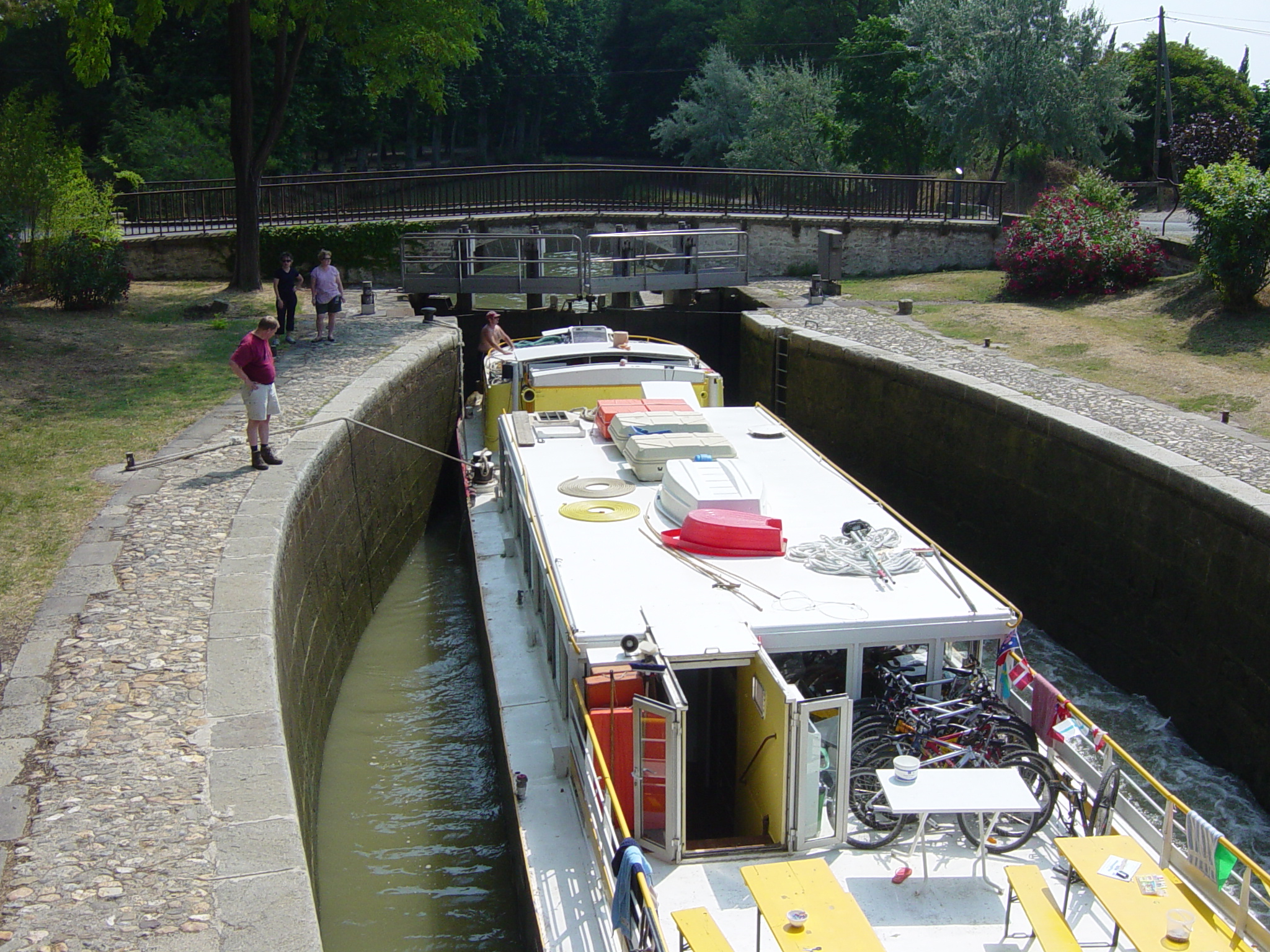
Péniche-albergo nel Canal du Midi

- Durante la Prima guerra mondiale l'esercito francese fece costruire delle cannoniere fluviali, attrezzando delle "péniches-canons" armate con un cannone di marina; si provvide anche ad attrezzare delle péniches-ospedali.
- Un certo numero di péniches è stato variamente trasformato: in case-vacanza e in abitazioni vere e proprie[1], ma anche in alberghi, ristoranti, discoteche.